# Kutub Minár
A Kutub Minár (hindiül : क़ुतुब मीनार urduul: قطب منار) a világ legmagasabb minaretje, az indiai iszlám építészet egyik kiemelkedő példája. A torony a Kutub épületegyüttes része Indiában Delhi déli részén. A Kutub Minár és ennek építményei az UNESCO egyik világörökségi helyszíne.
A Kutub Minár 72,5 méter magas, és tetejére 399 lépcsőfokon át lehet feljutni. A torony most ismét zárva van a látogatók előtt. Ennek az az  oka, hogy 1998-ban 25 gyermek maradt a toronyban bezárva egy elektromos hiba miatt. Ezt megelőzően előszeretettel választották öngyilkosok is utolsó ugrásuk helyszínéül.  Az alapnál 14,3, míg a tetejénél 2,75 méter az átmérője.
Az ezt körülvevő épületek ennek építési idejéből, 1193-ból fennmaradt, az arra a korra jellemző indiai építészet kitűnő munkái. Később egy másodikat, a Kutub Minárnál magasabb torony építését is elkezdték. Mikor ennek építését befejezték, magassága körülbelül 12 méter volt.
Az Indiai Régészeti Szolgálat véleménye szerint azon a helyen, ahol ma a Kutub Minár áll, egyszer régebben 20 dzsain szentély állt. Ezeket lebontották, köveiket pedig a mai komplexum felépítésénél felhasználták. Ezt egy iromány is alátámasztja, amit a szervezet kutatói a minaret alapjától tíz méterre találtak. Dzsair vallási vezetőket ábrázoló rajzokat lehet látni az épületegyüttes számos falán és oszlopán.
A minaret építését Kutbuddin Ajbak, Delhi első muszlim vezetője kezdte el építtetni, hogy magasabbat hozzanak létre, mint az afganisztáni jami minaret. 1193-ban parancsolta meg a minaret építését, de csak az alapokat tudta elkészíttetni. Halála után utódja, Samszuddín Iltutmis további három szintet építtetett hozzá. Majd 1368-ban Firúz Tuglak építtette az ötödik és utolsó emeletet. Az Ajbak és Tuglak között végbement építészeti stílusfejlődés jól látható a minareten. A korábban a gaznavidák és guridák által emelt afgán tornyokhoz hasonlóan a Kutub Minár is számos egymásra helyezett henger alakú tengelyből áll, amiket tartóköveken nyugvó erkélyek választanak el. A minaret a Koránból vett versekkel és bonyolult faragással díszített hornyolt homokkőből építették. A Kutub Minár a Lal Kotban lévő Vörös Citadella helyén áll.
Az építésének indoka a mai napig vitás kérdés. Lehet ez egy átlagos minaret funkciója, hogy imádságra hívja a híveket az Iszlám Ereje nevű mecsetbe, az első, a Delhi Szultanátus területén felépített mecsetbe. Más lehetőség, hogy győzelmi toronynak, az iszlám erejét jelképező szobornak vagy az ellenség távoltartását segítő őrtoronynak építették. A torony nevének eredete körül is vita bontakozott ki. Sok történész úgy gondolja, a Kutub Minár az első török szultánról, Kutbuddin Ajbakról kapta a nevét, de sokan azzal a lehetőséggel is számolnak, hogy a bagdadi szentről, Kutbuddin Baktiár Kakiról nevezték el, aki Indiába jött lakni, s akit Iltutmis nagyon tisztelt. A feliratok tanúsága szerint az építményt Firúz Tuglak sah (1351–88) és Szikander sah (1489–1517) felújították. R. Smith polgármester 1829-ben szintén felújította a mecsetet.

## Lásd még
- Kutub épületegyüttes

## Galéria

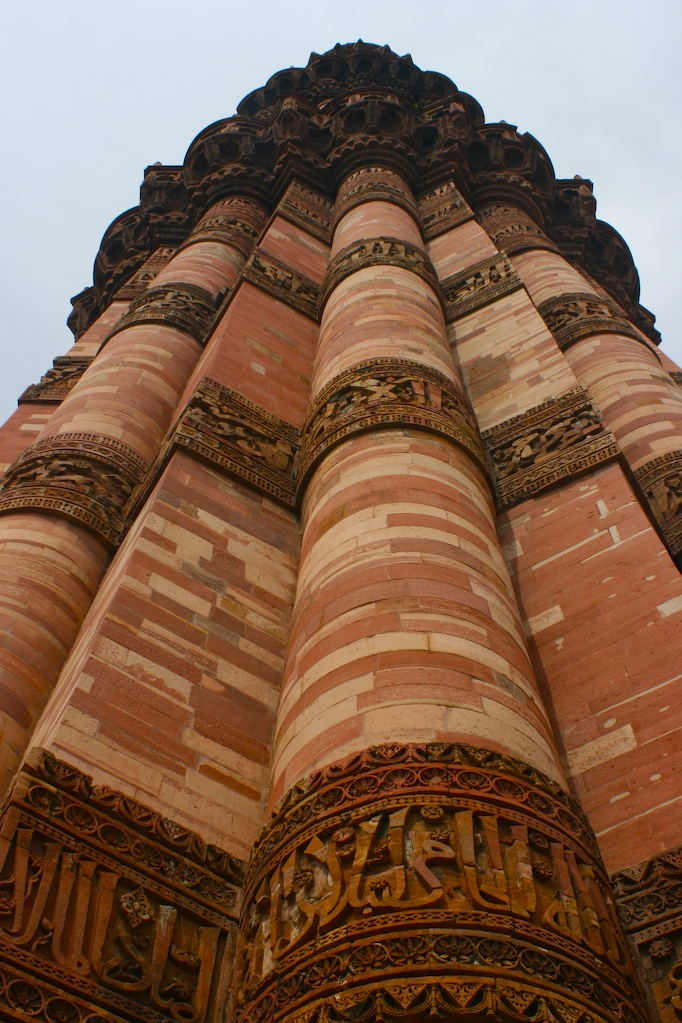
A minaretről egy közelkép
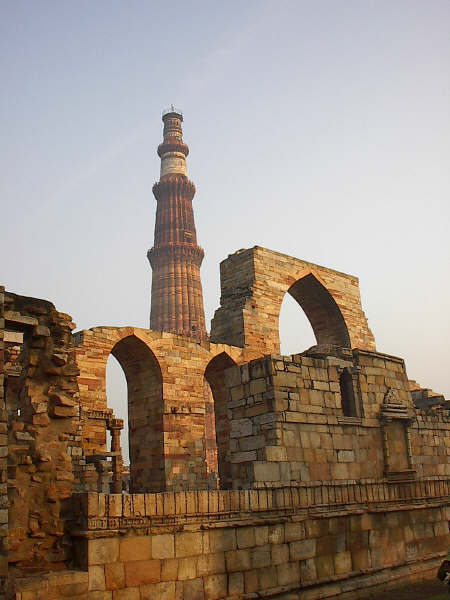
A Kutub Minár és a környező romok
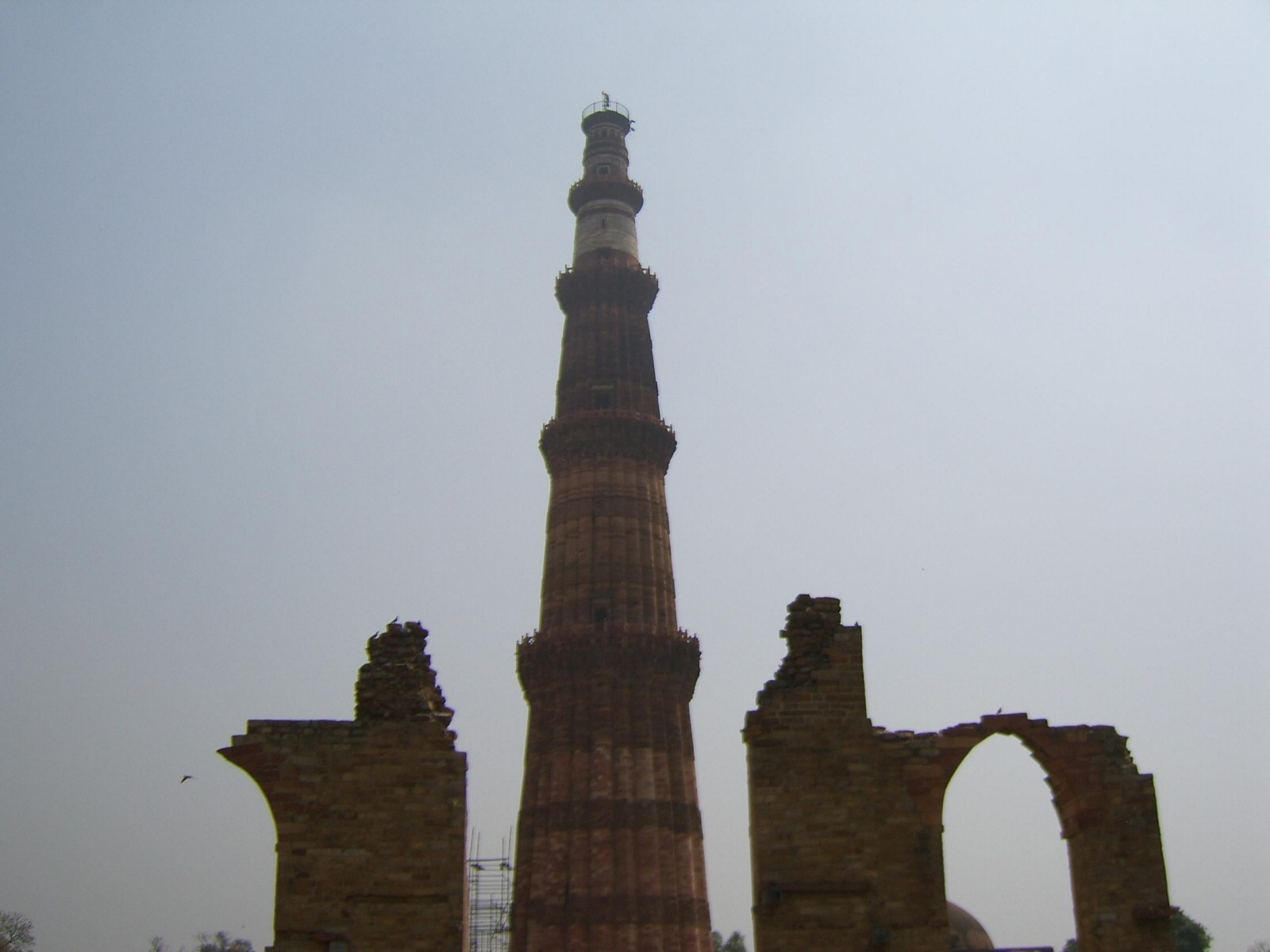
A Kutub Minár mérete miatt messziről is látható
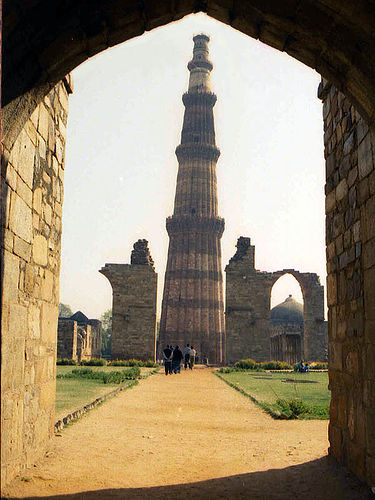
A Kutub Minár, ahogy azt a környező kapuból látni lehet, és viszonyításként az emberek
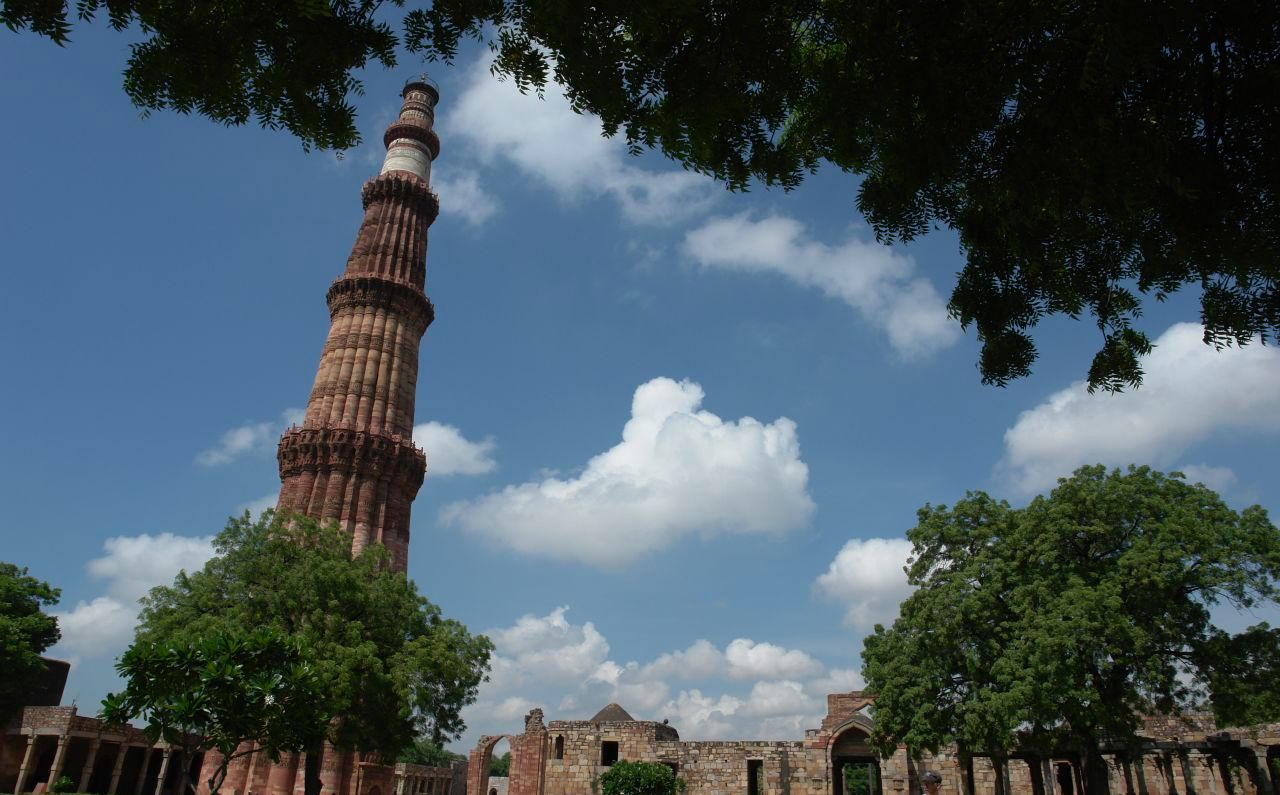
A Kutub Minár
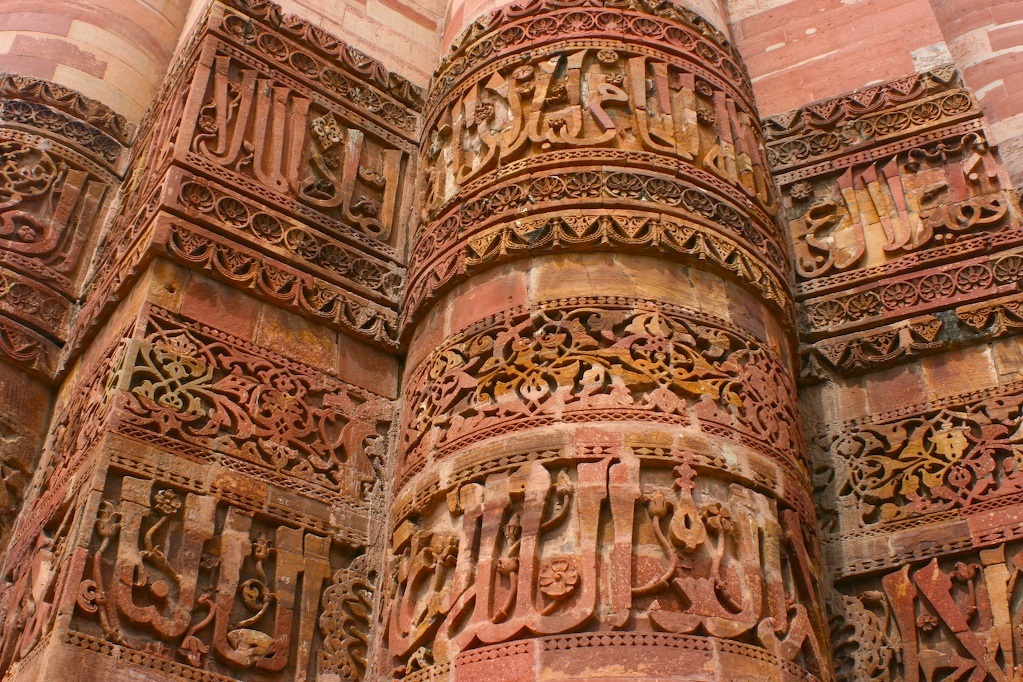
Írás a minareten

## Külső hivatkozások
- Az Iszlám Ereje minaret Archiválva 2021. február 20-i dátummal a Wayback Machine-ben
- A Kutub Minár éjszaka
- A Kutub Minár műholdról, az égből is észrevehető hosszú árnyéka.
- Kutub Minár
- Letölthető képek a Kutu Minárról
- A világörökség részét képező építmények Indiában -A Kutb épületegyüttes